# БН-350
БН-350 — первый в мире опытно-промышленный энергетический реактор на быстрых нейтронах с натриевым теплоносителем. Был введён в эксплуатацию 16 июля 1973 года в г. Шевченко (ныне Актау).
Эквивалентная электрическая мощность — 350 МВт. Фактическая — 150 МВт. Ещё 100 МВт шло на отопление и 100 МВт на опреснение воды (1,4 м³ в сек., 120 000 м³ в сутки, 48,8 млн м³ в год). В качестве топлива использовался диоксид урана.
Реакторная установка БН-350 входит в состав «Мангистауского атомного-энергетического комбината».

## История
В 1964 году под создаваемый «Мангистауский атомного-энергетический комбинат» в Актау начались первые монтажные работы.
В 1966 году в Актау началось строительство реактора БН-350. Прототипами для разработки реактора БН-350 стали экспериментальный реактор БР-5, сооружённый в 1959 году на территории Физико-энергетического института (ФЭИ) в Обнинске, и исследовательский реактор БОР-60, введённый в НИИАР в 1969 году в Мелекессе.
В 1972 году закончили монтаж реактора и после всех испытаний в том же году официально запустили первый в мире опытно-промышленный энергетический реактор на быстрых нейтронах.
В июле 1993 года закончился проектный срок службы реактора, однако его работу ежегодно продлевали.
В 1999 году было принято постановление правительства Казахстан №456 о выводе БН-350 из эксплуатации. Сам реактор был остановлен, однако полный вывод из эксплуатации сложный процесс, согласно постановлению для перед демонтажем и захоронением требуется выдержка 50 (пятидесяти) лет. Таким образом реактор был переведён в режим поэтапного вывода из эксплуатации. В процессе его вывода продолжили решаться специфичные технические задачи. 
В 2021 году сообщалось, что содержание реактора БН-350 входило в статью расходов в тарифе за электроэнергию, а стоимость содержания реактора БН-350 в Актау обходилось в 1,2 миллиарда тенге в год.
Сам процесс вывода из эксплуатации реактора является уникальный опыт, поскольку с полным выводом ранее ещё не сталкивались другие страны использующие такие промышленные АЭС, тем самым эти страны следят за опытом казахстанских коллег. Так в 2021 году «Росатом» предлагал выполнить проект по выводу из эксплуатации БН-350 представив свой проект по предполагаемым работам.

## Конструкция реакторной установки БН-350
За основу были взяты экспериментальные реакторы БР-5 и БОР-60.
Применяется трёхконтурная схема охлаждения реактора. В первом и втором контурах в качестве теплоносителя используется жидкий натрий, в третьем контуре вода. Корпус реактора изготовлен из нержавеющей стали толщиной 30 мм и диаметром от 2,4 до 6,0 м. Первый контур системы охлаждения состоит из пяти действующих и одной резервной петли.